# Речури, Генрих
Генрих Речури (нем. Heinrich Retschury; 5 января 1887, Вена — 15 декабря 1944, Вена) — австрийский футболист, игравший на позиции защитника. По завершении игровой карьеры — тренер и судья.

## Карьера игрока
Начал карьеру в 1906 году в столичной команде Фёрст. Играл вместе с Вильгельмом Айпельдауэром в защите клуба. Он также сыграл 6 матчей за сборную Австрии. Дебютировал 3 мая 1908 года с разгромной победы над сборной Венгрии 4:0. А в последнем его матче за сборную 1 июня 1909 года, потерпел крупное поражение от сборной Англии 1:8.
Также принимал участие в Олимпийских играх 1912 года, но на поле так и не вышел.

## Карьера судьи и тренера
После футбольной карьеры стал успешным международным арбитром. На Олимпийских играх 1924 года в Париже он провел три матча, включая полуфинал. Он также провел много матчей Лиги и кубка в Австрии.
Во время Первой мировой войны возглавляет сборную Австрии, так как прежний тренер Хуго Майсль уходит на войну. Также после скоропостижной смерти Хуго Майсля в 1937 году его просят вновь возглавить сборную. Под его руководством сборная Австрии отбирается на Чемпионат мира 1938 года, но участия в нём не принимает из-за аншлюса с Германией и в его услугах уже никто не нуждался.
Умер 11 июня 1944 года на 58-м году жизни.

### Матчи Сборной Австрии под руководством Генриха Речури
| №  | Дата            | Оппонент  | Место    | Счёт | Соревнование      | Комментарий                              |
| -- | --------------- | --------- | -------- | ---- | ----------------- | ---------------------------------------- |
| 37 | 14 октября 1914 | Венгрия   | Будапешт | 2:2  | Товарищеский матч |                                          |
| 38 | 8 ноября 1914   | Венгрия   | Вена     | 1:2  | Товарищеский матч |                                          |
| 39 | 2 мая 1915      | Венгрия   | Будапешт | 5:2  | Товарищеский матч |                                          |
| 40 | 30 мая 1915     | Венгрия   | Вена     | 1:2  | Товарищеский матч |                                          |
| 41 | 3 октября 1915  | Венгрия   | Вена     | 4:2  | Товарищеский матч |                                          |
| 42 | 7 ноября 1915   | Венгрия   | Будапешт | 2:6  | Товарищеский матч |                                          |
| 43 | 7 мая 1916      | Венгрия   | Вена     | 3:1  | Товарищеский матч |                                          |
| 44 | 4 июня 1916     | Венгрия   | Будапешт | 1:2  | Товарищеский матч |                                          |
| 45 | 1 октября 1916  | Венгрия   | Будапешт | 3:2  | Товарищеский матч |                                          |
| 46 | 5 ноября 1916   | Венгрия   | Вена     | 3:3  | Товарищеский матч |                                          |
| 47 | 6 мая 1917      | Венгрия   | Вена     | 1:1  | Товарищеский матч |                                          |
| 48 | 3 июня 1917     | Венгрия   | Будапешт | 2:6  | Товарищеский матч |                                          |
| 49 | 15 июля 1917    | Венгрия   | Вена     | 1:4  | Товарищеский матч |                                          |
| 50 | 7 октября 1917  | Венгрия   | Будапешт | 1:2  | Товарищеский матч |                                          |
| 51 | 4 ноября 1917   | Венгрия   | Вена     | 1:2  | Товарищеский матч |                                          |
| 52 | 23 декабря 1917 | Швейцария | Базель   | 1:0  | Товарищеский матч | Первый официальный матч против Швейцарии |
| 53 | 26 декабря 1917 | Швейцария | Цюрих    | 2:3  | Товарищеский матч |                                          |
| 54 | 14 апреля 1918  | Венгрия   | Будапешт | 0:2  | Товарищеский матч |                                          |
| 55 | 9 мая 1918      | Швейцария | Вена     | 5:1  | Товарищеский матч |                                          |
| 56 | 2 июля 1918     | Венгрия   | Вена     | 0:2  | Товарищеский матч |                                          |
| 57 | 6 октября 1918  | Венгрия   | Вена     | 0:3  | Товарищеский матч |                                          |
| 58 | 6 апреля 1919   | Венгрия   | Будапешт | 1:2  | Товарищеский матч |                                          |

| №   | Дата             | Оппонент     | Место    | Счёт | Соревнование             | Комментарий                                                                      |
| --- | ---------------- | ------------ | -------- | ---- | ------------------------ | -------------------------------------------------------------------------------- |
| 188 | 23 мая 1937      | Венгрия      | Будапешт | 2:2  | Товарищеский матч        |                                                                                  |
| 189 | 19 сентября 1937 | Швейцария    | Вена     | 4:3  | Кубок Центральной Европы |                                                                                  |
| 190 | 5 октября 1937   | Латвия       | Вена     | 2:1  | Отбор ЧМ-1938            | Первый матч против Латвии Австрия отобралась на ЧМ-1938 года                     |
| 191 | 10 октября 1937  | Венгрия      | Вена     | 1:2  | Кубок Центральной Европы |                                                                                  |
| 192 | 24 октября 1937  | Чехословакия | Прага    | 1:2  | Кубок Центральной Европы | Последняя игра перед Второй мировой войной 4-е место на Кубке Центральной Европы |

Итого: матчей: 27 ; победы: 8, ничьи: 4, поражения: 15.